# Bibi Dumon Tak
Bibi Dumon Tak (* 21. Dezember 1964 in Rotterdam, Niederlande) ist eine niederländische Schriftstellerin, die vornehmlich Kinder- und Jugendliteratur verfasst.

## Leben
Bibi (eigentlich: Margareta Anna) Dumon Tak wuchs mit vielen Tieren auf: Zwei Schildkröten, einer Katze, mit Fischen, Pferden, einem Pony und einem Dackel. Ihr Berufswunsch Tierarzt oder Ornithologe lag deshalb nahe, als sie als Elfjährige ihr erstes Vogelbuch schrieb. In ihren Büchern kommt immer wieder ihre Leidenschaft für Tiere durch. Nach dem Abitur studierte sie an der Universität Utrecht niederländische Literaturwissenschaft. Ihre ersten Veröffentlichungen brachte die seit 1992 erscheinende Zeitschrift Boekieboekie.
2001 erschien Taks erstes Buch Het koeienboek gefolgt von weiteren Kinderbüchern. 2007 erschien in den Niederlanden ihr Buch Rotjongens. Het leven in de jeugdgevangenis, in welchem Gespräche mit jugendlichen Gefangenen geschildert werden. 2018 veröffentlichte Dumon Tak ihren ersten (Kinder)Gedichtband, Laat en boodschap achter in het zand.

## Ehrungen und Preise
- 2002: Zilveren Griffel für Het koeienboek
- 2004: Zilveren Griffel für Camera loopt...actie!
- 2007: Zilveren Griffel für Bibi's bijzondere beestenboek
- 2009: Bulletin Jugend & Literatur, Eule des Monats September, für Kuckuck, Krake, Kakerlake. Das etwas andere Tierbuch
- 2010: Zilveren Griffel für Fiet wil rennen
- 2010: Hörbuchbestenliste, Kinder- und Jugendhörbuch des Jahres, für Kuckuck, Krake, Kakerlake. Das etwas andere Tierhörbuch
- 2011: Deutscher Hörbuchpreis, Bestes Kinderhörbuch, für Kuckuck, Krake, Kakerlake. Das etwas andere Tierhörbuch
- 2011: Preis der deutschen Schallplattenkritik für Kuckuck, Krake, Kakerlake. Das etwas andere Tierhörbuch
- 2012: Gouden Griffel für Winterdieren
- 2018: Theo Thijssenprijs
- 2018: Luchs des Monats Oktober für Taks große Vogelschau
- 2019: Zilveren Griffel für Laat en boodschap achter in het zand[2]
- 2021: Kinderboekenschrijver (Maand van de Filosofie)[3]

## Bibliographie
- Het koeienboek. Querido Kind, 2001.
- Wat een circus! Querido Kind, 2002.
- Camera loopt...actie!
- Bezem. 2005.
- Rundreis om de wereld. 2005.
- Klein genoeg: Op bezoek bij Tine van Buul. Querido, Amsterdam 2006.
- Laika tussen de sterren. 2006.
- Bibi's bijzondere beestenboek. Querido, Amsterdam 2006, ISBN 90-451-0344-3.
  - deutsch: Kuckuck, Krake, Kakerlake. Ars Ed, München 2014, ISBN 978-3-8458-0803-1.
- Rotjongens. Het leven in de jeugdgevangenis. 2007.
- Soldaat Wojtek, de ware geschiedenis van Wojtek, een beer in het Poolse Leger. Ill. Philip Hopman. Querido, Amsterdam 2008.
- Oologsdieren/druk 1: Over boodschappers, bommendragers en troosthonden. Singel Uitgevers, Amsterdam 2009, ISBN 978-90-253-6399-4.
- Latino king. 2010.
- Fiet wil rennen. 2010.
- Winterdieren. Querido, Amsterdam 2010, ISBN 978-90-451-1223-7.
  - deutsch: Eisbär, Elch und Eule. Bloomsbury Kinderbücher und Jugendbücher, Berlin 2011, ISBN 978-3-8270-5487-6.
  - als Hörbuch: Eisbär, Elch und Eule. Oetinger Media, Hamburg 2012, ISBN 978-3-8373-0597-5.
- Mikis, de ezeljongen. Ill. Philip Hopman. Querido, Amsterdam 2011.
  - deutsch von Meike Blatnik: Mikis, der Eseljunge. Gerstenberg Verlag, Hildesheim 2014, ISBN 978-3-8369-5721-2.
- Bibi’s dodgewone dierenboek. Querido, Amsterdam 2013.
  - deutsch von Meike Blatnik: Mücke, Maus und Maulwurf: Die allernormalsten Tiere der Welt, Illustrationen von Fleur van der Weel. Hanser, München 2016, ISBN 978-3-446-25080-2.
- Laat en boodschap achter in het zand. Ill.: Annemarie van Haeringen. Querido, 2018, ISBN 978-90-214-1442-3
- De eik was hier. Ill.: Marije Tolman. Querido, 2021, ISBN 978-90-451-2532-9